# Ussel (Corrèze)
Ussel település Franciaországban, Corrèze megyében. Lakosainak száma 9174 fő (2022. január 1.). Ussel Aix, Chaveroche, Lignareix, Mestes, Saint-Angel, Saint-Exupéry-les-Roches, Saint-Fréjoux, Saint-Pardoux-le-Neuf és Saint-Pardoux-le-Vieux községekkel határos.

## Népesség
A település népessége az elmúlt években az alábbi módon változott:
| Lakosok száma | 8218 | 11 765 | 11 448 | 10 250 | 9702 | 9783 | 9736 | 9358 | 9162 | 9174 |
|               | 1968 | 1982   | 1990   | 2006   | 2013 | 2015 | 2017 | 2019 | 2020 | 2022 |